# Wytske Postma
Wytske Liselotte Postma (Hoorn, 16 april 1977) is een Nederlandse politica. Sinds 6 december 2023 is ze Tweede Kamerlid namens NSC. Daarvoor was ze van 2002 tot 2023 actief voor het CDA, waaronder van 2019 tot 2021 eveneens als Kamerlid.

## Biografie
Postma stond bij de Tweede Kamerverkiezingen van 15 maart 2017 als De Pater-Postma op plaats 22 van de kandidatenlijst van het CDA, wat niet voldoende was om rechtstreeks gekozen te worden. Op 5 juni 2019 werd zij alsnog geïnstalleerd als lid van de Tweede Kamer in de vacature die ontstaan was door het aftreden van Hanke Bruins Slot. In de Kamer was zij woordvoerder mobiliteit, verkeersveiligheid, wegen, infrastructuur, scheepvaart, CBR, kinderopvang en grotestedenbeleid. Postma bracht in 2020 een initiatiefnota uit over aanpak van hufterig gedrag in het verkeer. Op 30 maart 2021 nam zij afscheid van de Tweede Kamer.
Voor haar Kamerlidmaatschap was zij werkzaam bij de ANWB als public affairs professional en vanaf september 2022 was zij directeur-bestuurder van Stichting De Noordzee waar ze toeziet op de bescherming en het duurzaam gebruik van de Noordzee. In september 2023 nam ze daar afscheid.
In 2023 stapte ze over van het CDA naar de partij van onafhankelijk Kamerlid Pieter Omtzigt, Nieuw Sociaal Contract (NSC). Voor deze partij was ze campagneleider voor de Tweede Kamerverkiezingen van 22 november 2023, en is ze sinds 6 december dat jaar opnieuw Kamerlid.
Diederik Boomsma · Faith Bruyning · Olger van Dijk · Annemarie Heite · Rosanne Hertzberger · Harm Holman · Folkert Idsinga · Agnes Joseph · Isa Kahraman · Willem Koops · Ria de Korte · Bram Kouwenhoven · Wytske Postma · Ilse Saris · Jesse Six Dijkstra · Aant Jelle Soepboer · Nicolien van Vroonhoven · Sander van Waveren · Merlien Welzijn · Natascha Wingelaar
- Parlement.com: vk98nmimnks0